# Agripina la Menor
Agripina la Menor (llatí: Agrippina; Colònia, 6 de novembre de 15 dC - Misenum, 17 de març de 59 dC), va ser la filla d'Agripina la Major i de Germànic.

## Biografia
Va néixer vers l'any 15 a Oppidium Ubiorum, quarter de les legions romanes al Rin, que en el seu honor va ser rebatejada amb el nom de Colònia Agripina i que avui és Colònia (Alemanya). El seu pare, Germànic, era el comandant d'aquestes legions.
L'any 28, quan tenia entre 12 i 14 anys, la van casar amb Gneu Domici Ahenobarb (que va morir l'any 40). Després es va casar amb Crisp Passiè, que va morir pocs anys després. Agripina va ser acusada d'enverinar-lo amb el propòsit de rebre'n la fortuna, però no se'n va provar res. També se la va acusar d'haver comés incest amb el seu germà Calígula. Aquest, amb l'excusa que havia comés adulteri amb Emili Lèpid, quan aquest va ser acusat de conspiració contra l'emperador i executat, la va desterrar a l'illa de Pòntia, davant Caieta, a la costa d'Itàlia, on aviat se li va reunir la seva germana Livil·la, que havia mantingut una llarga relació incestuosa amb el seu germà Calígula, i era la dona d'Emili Lèpid. Abans d'anar al desterrament, Agripina va haver de portar les cendres d'Emili Lèpid a Roma l'any 39.
Livil·la i Agripina van acabar el seu exili l'any 41, després de l'arribada al poder de Claudi, tot i que la dona d'aquest, Valèria Messalina, era rival d'Agripina. Messalina va ser executada per ordre de Claudi l'any 48 i l'any 49 Claudi es va casar amb Agripina, que era la seva neboda carnal, enllaç que va ser legalitzat per un senatus consultum que declarava vàlids els matrimonis dels homes amb les filles dels seus germans (aquest senatus consultum va ser derogat per Constantí molts anys després).
Va tenir forta influència sobre l'emperador fins al punt que aquest va adoptar l'any 51 el seu fill Domici Neró (nascut del primer matrimoni amb Gneu Domici Ahenobarb) en perjudici del seu propi fill Britànic. Agripina va ser ajudada en els seus plans pel llibert i confident de Claudi, Pal·les. Va ser aquest personatge qui va instar l'emperador a ordenar la mort de Luci Juni Silà, marit de la seva filla Octàvia, que poc de temps després es va casar amb el jove Neró (any 53). Lòl·lia Paulina, que va aspirar també a casar-se amb l'emperador l'any 49, va ser acusada d'alta traïció i condemnada a mort (ella mateixa es va suïcidar abans de l'execució). Domícia Lèpida, la germana de Gneu Domici Ahenobarb, va córrer una sort similar.
Una vegada es va haver desfet de les seves rivals, Agripina va voler governar l'imperi mitjançant el seu fill Neró. El rumor sobre aquests plans va arribar a Claudi. Un dia, aquest, havent begut més del compte, va parlar de castigar a Agripina i aquesta ho va sentir. Sense temps per perdre, amb l'ajut de Locusta i de Xenofont, un metge grec, va enverinar Claudi l'any 54 a Sinuessa, on passaven una temporada per motius de salut de l'emperador.
Claudi, per recomanació d'Agripina havia nomenat Burrus prefecte del pretori, i aquest va ser qui va presentar el nou emperador, Neró, a les tropes. Els més fidels a Claudi van ser executats (el llibert Narcís, Marc Juni Silà, procònsol d'Àsia; el seu germà Luci Juni Silà, i un besnét d'August) i encara Burrus va haver de limitar les persones afectades per les venjances. Sèneca va ser cridat del seu exili per educar Neró.
Neró no va tardar a enamorar-se de Clàudia Acté i va començar a odiar la seva mare que el volia controlar. A Acté la va seguir Popea Sabina, esposa de Marc Salvi Otó. Agripina ho va provar tot per recuperar la influència sobre el seu fill. Primer el va voler oposar a Britànic, fill de Claudi i Messalina, però aquest noi va ser enverinat per ordre de Neró. Després va provar fins i tot de tenir relacions incestuoses amb el seu fill, que la va rebutjar. Neró volia repudiar a Octàvia i casar-se amb Popea, però la mare s'oposava a aquest designi. L'emperador la va convidar a Baies, a la costa de Campània, amb la promesa d'una reconciliació, i Agripina hi va anar amb vaixell. A Baia ambdós van fer un paper hipòcrita; quan ella va sortir de Baia i el vaixell va ser a alta mar, es van adonar que feia aigües (sens dubte va ser sabotejat) i s'estava enfonsant. Però Agripina es va poder salvar nedant fins a la costa i la seva serventa Acerrònia va morir. Agripina va poder arribar a la seva vil·la prop del llac Lucrina i va enviar el missatge al seu fill dient-li que feliçment s'havia salvat. Llavors Neró ja va decidir actuar obertament i va enviar Burrus a matar-la, però Burrus no va voler obeir, i hi va enviar el seu llibert Anicet, comandant de la flota i el que havia preparat el sabotatge del vaixell. Anicet va arribar a la vil·la d'Agripina amb un grup de soldats escollits i la va trobar a la seva habitació. Quan va veure els seus assassins va voler fugir i va ser ferida lleument. Llavors va cridar: «ventrem feri!»; seguidament, va ser ferida mortalment i va morir (any 60). Tàcit diu que Neró va anar a la vil·la i va admirar la bellesa del cos mort de la seva mare, però altres autors ho dubten.